# Часослов Бедфорда
«Часослов Бедфорда» — рукописный иллюминированный часослов, созданный в Париже в первой трети XV века. Большинство миниатюр выполнены анонимным мастером, получившим имя по часослову Мастер Часослова Бедфорда или Мастер Бедфорда, и его мастерской. Считается, что манускрипт принадлежал Джону Ланкастерскому, герцогу Бедфордскому. Рукопись хранится в Британской библиотеке, инвентарный номер Add. Ms 18850.

## История создания
Джон Ланкастерский, третий сын короля Англии Генриха IV, стал регентом Франции после смерти своего брата Генриха V в 1422 году, когда его племяннику, Генриху VI, было всего девять месяцев. В 1423 году в Труа, он женился на Анне Бургундской, дочери герцога Бургундского Жана Бесстрашного, союзника англичан в борьбе против династии Валуа во время Столетней войны. По-видимому, по случаю этого брака в Париже и был заказан часослов: изображения обоих супругов находятся в рукописи (fol. 257v и 256v). В 1430 году, находясь в Руане в преддверии коронации Генриха VI королём Франции, супруги Бедфорды преподнесли часослов девятилетнему племяннику. Военные успехи Жанны д’Арк задержали помазание Генриха VI.
Эта версия происхождения рукописи оспаривается некоторыми историками искусства с 2000-х годов, считающими, что гербы и портреты герцога Бедфордского и его жены были добавлены в уже готовый часослов. Патриция Стирнеман и Кэтрин Рейнольдс датируют дополнения 1430 годом, когда рукопись была подарена Генриху VI Анной Бургундской, включая в число добавленных миниатюры, изображающие Ноев ковчег, Вавилонскую башню и Кловиса и Клотильду. Эти историки, сравнивая миниатюры «Часослова Бедфорда» с некоторыми иллюстрациями «Великолепного часослова герцога Беррийского» и «Миссала Людовика Гиеньского» (Библиотека Мазарини), относят начало работы над рукописью на 1415 год и считают её заказчиком Людовика Гиеньского, сына французского короля Карла VI. Не все согласны с этой точкой зрения, так, Эберхард Кёниг считает, что манускрипт был создан в 1420—1423 годах.

## Дальнейшая судьба часослова
Вероятно, позднее часословом владел французский король Генрих II, так как его изображения его гербов присутствуют в книге. Неизвестно, где находился манускрипт до начала XVIII века, когда он принадлежал сэру Роберту Уорсли, вдова которого продала книгу лорду Эдварду Харли. «Часослова Бедфорда» не было в коллекции Харли, купленной правительством в 1753 году и ставшей основой собрания Британской библиотеки. Часослов хранился у дочери Харли, герцогини Портлендской, и попал в библиотеку после её смерти в 1786 году.

## Содержание
В часослове 289 листов, 38 больших миниатюр, 3 инициала с виньетками и около 1250 маргинальных иллюстраций.
Состав часослова:
- Календарь (fol. 1-18)
- Отрывки из Евангелий (fol. 19-24)
- Молитвы к Деве Марии (fol. 25-31)
- Часы Девы Марии с семью покаянными псалмами и литаниями (fol. 32-113)
- Недельный оффиций (fol. 113v-199)
- «Пятнадцать радостей» Девы Марии и восемь обращений к Богу (fol. 199v-207)
- Часы Страстей (fol. 208—256)
- Перечисление святых (fol. 257—275)
- Месса Святого Духа (fol. 276—280)
- Месса Святого Креста (fol. 280v-284)
- Заупокойная месса (fol. 284v-288)
- Легенда о появлении геральдической лилии французских королей. Клотильда и Хлодвиг (fol. 288v-289)